# Christian Garros
Christian Garros (* 17. Februar 1920 in Paris; † 23. August 1988 in Rouen) war ein französischer Jazz-Schlagzeuger und Bigband-Leiter.

## Leben und Wirken
Garros begann seine Karriere im „Quintette du Hot Club de France“ und in der Band von Django Reinhardt, danach in den Orchestern von Jacques Hélian (mit Ernie Royal und Don Byas) und Alix Combelle. In Paris spielte er in den Jazzclubs „Trois Mailletz“ (oder Métro Jazz, 1956/7), zum Beispiel mit Bill Coleman, Mezz Mezzrow, Albert Nicholas, Tony Scott, André Persiani und Lucky Thompson, und im „Club Saint-Germain“, wo er unter anderem mit Sacha Distel (mit dem er auch 1955 in der „Rose Rouge“ spielte), Barney Wilen, Bobby Jaspar, Stéphane Grappelli, René Urtreger (mit dem er dort 1955 Lester Young begleitete), Martial Solal, Maurice Vander und Maurice Meunier spielte. Mit Guy Lafitte und Georges Arvanitas bildete er das „Paris Jazz Trio“. In den 1950er Jahren spielte er auch im Orchester des Théâtre National Populaire, nahm mit Duke Ellington und Alice Babs auf und war zwei Monate auf Europa-Tournee („Birdland Tour“) mit Miles Davis, Lester Young und Bud Powell. Im Radio spielte er mit den Musikern des Modern Jazz Quartet. Von 1960 bis 1978 war er Mitglied von Jacques Loussiers „Play Bach“ Trio (mit dem Bassisten Pierre Michelot). Außerdem spielte er in der „Jazz Group de Paris“ von André Hodeir und nahm u. a. mit Michel Legrand, Quincy Jones, Lalo Schifrin, Tchan Tchou Vidal und Benny Carter auf.
Mit Louis Armstrong und Martial Solal ist er im Film „Paris Blues“ (1961) von Martin Ritt zu sehen.
Er ist Ehrenmitglied des US-amerikanischen Riemenschneider-Bach Instituts und Gewinner des Grand Prix der Académie Charles Cros.
1977 (nachdem er in die Normandie zog) gründete er die EIJ (École d´Improvisation de Jazz) in Mont-Saint-Aignan (Departement Seine-Maritime). Außerdem gründete er die „Rouen Big Band“ bzw. „Big Band Christian Garros“ (BBCG), die überwiegend aus Amateurmusikern besteht, u. a. der Schlagzeuger Guy Prévost.